# Piedra Pesada
Piedra Pesada är en ort i Mexiko.   Den ligger i kommunen Xochistlahuaca och delstaten Guerrero, i den sydöstra delen av landet, 300 km söder om huvudstaden Mexico City. Piedra Pesada ligger 471 meter över havet och antalet invånare är 120.
Terrängen runt Piedra Pesada är huvudsakligen kuperad, men åt nordost är den bergig. Runt Piedra Pesada är det ganska glesbefolkat, med 50 invånare per kvadratkilometer. Närmaste större samhälle är Tlacoachistlahuaca, 9,4 km väster om Piedra Pesada. Omgivningarna runt Piedra Pesada är en mosaik av jordbruksmark och naturlig växtlighet.